# Psammisia occidentalis
Psammisia occidentalis är en ljungväxtart som beskrevs av A. C. Smith. Psammisia occidentalis ingår i släktet Psammisia och familjen ljungväxter. Inga underarter finns listade i Catalogue of Life.